# Mr. Morgan's Last Love
Mr. Morgan's Last Love is een romantische komedie-dramafilm uit 2013, geregisseerd door Sandra Nettelbeck. De film is gebaseerd op de roman La Douceur Assassine van Françoise Dorner.

## Verhaal
Matthew Morgan verhuist met zijn vrouw Joan naar Parijs om daar hun laatste mooie jaren door te brengen. Als hij na de dood van zijn vrouw, eenzaam, verdwaald en ontdaan door de stad loopt, ontmoet hij per toeval de jonge Franse Pauline. Er ontstaat een vriendschap, waardoor hij weer zinvol en hoopvol door het leven gaat.

## Rolverdeling
| Acteur           | Personage      |
| ---------------- | -------------- |
| Michael Caine    | Matthew Morgan |
| Clémence Poésy   | Pauline Laubie |
| Justin Kirk      | Miles Morgan   |
| Gillian Anderson | Karen Morgan   |
| Jane Alexander   | Joan Morgan    |
| Anne Alvaro      | Colette Lery   |
| Michele Goddet   | Mme Dune       |
| Yannick Choirat  | Lucien         |

## Achtergrond
Het personage Monsieur Armand uit het boek werd veranderd in Mr. Morgan. De opnames van de film vonden plaats in onder meer Brussel, Keulen en Parijs in de periode van oktober tot medio december 2011. De eerste trailer van de film kwam uit op 30 juli 2013. De film ging op 18 juni 2013 in première op het Internationaal filmfestival van Shanghai. De film verscheen op diverse film festivals, ook was de film bij het film festival Film by the Sea 14 september 2013.